# Jyske Fodregiment

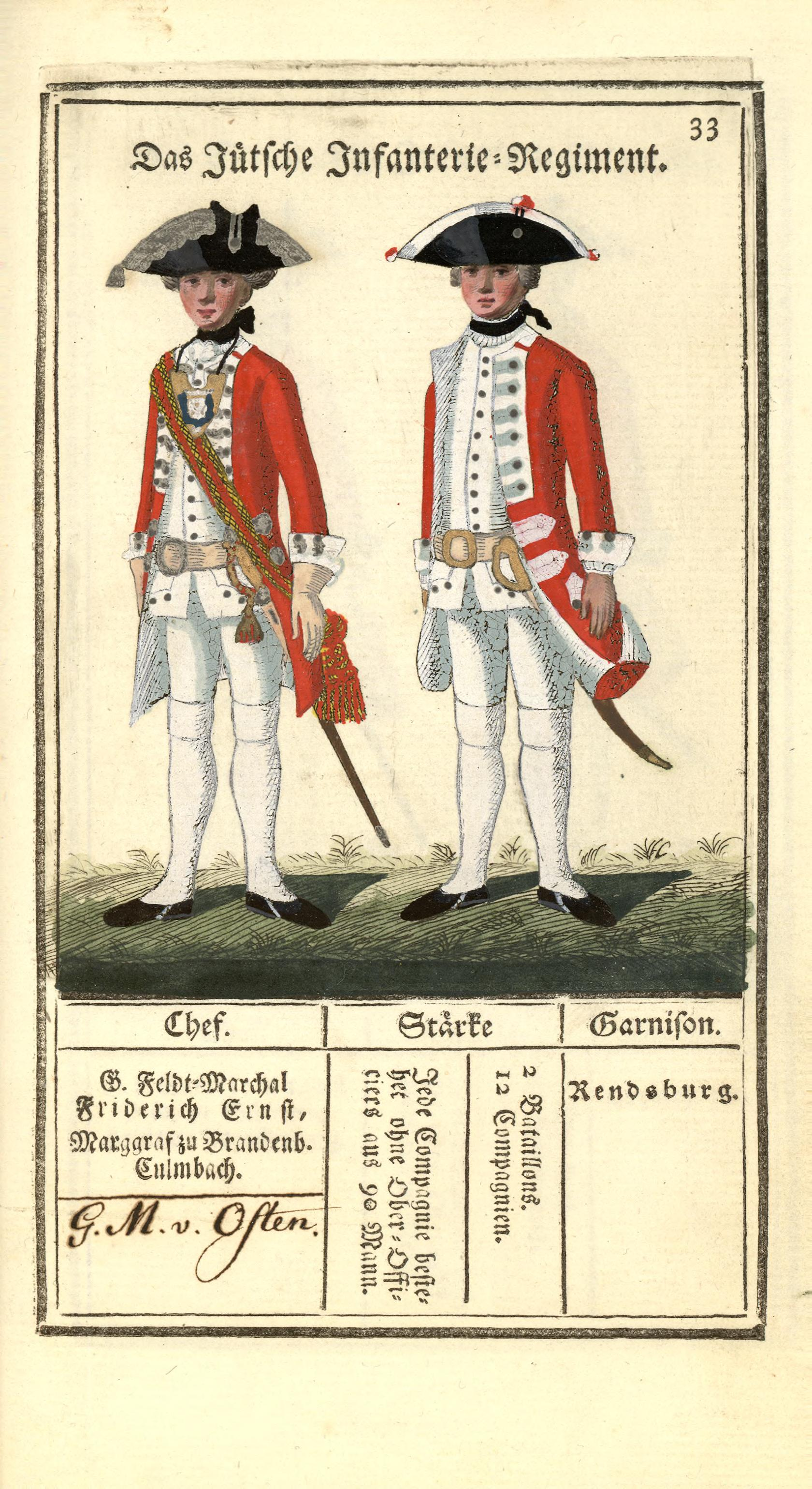
Jyske Fodregiment uniformer omkring 1760 till 1761 (då benämnt Jyske geworbne Regiment).

Jyske Fodregiment (på svenska: Jyllands infanteriregemente), var ett danskt infanteriregemente som var verksamt under olika namn mellan 1675 och 1991.

## Historia
Regementet upprättades 1675 som Nye Sydjydske Regiment och slogs efter Skånska kriget 1679 samman med ett regemente lett av danska armén i Skånes befälhavare, fältmarskalklöjtnant greve Gustav Wilhelm Wedel Jarlsberg. Det benämndes därefter Jyske Wedelske Regiment til Fods. Wedel var chef för regementet fram till 1682. Regementet har deltagit i Skånska kriget (1675–1679), Pfalziska tronföljdskriget (1693), Stora nordiska kriget (1700), Stora nordiska kriget (1709–1720), Slaget på Reden (1801), Slesvig-holsteinska kriget (1848–1850) och Dansk-tyska kriget (1864).
Den 1 november 1961 slogs regementet samman med Kongens Fodregiment och fick namnet Kongens Jyske Fodregiment.

## Förbandschefer
| - Gustav Wilhelm Wedel, 1679–1684 - Andreas Casimir Thadæus von Lambsdorff, 1684–1695 - Herman Friderich von Boynenburg, 1695–1701 - Thomas Weinygel, 1701–1702 - Lorenz von Blücher, 1702–1711 - Johan Peter von Ingenhaven, 1711–1717 - Hans Heinrich von Scheel, 1717–1728 - Fredrik Ernst av Brandenburg-Kulmbach, 1728–1762 - Otto Christoph von der Osten, 1762–1774 - Carl Johan Friederich du Wahl, 1774–1788 - prins Christian August, 1788–1803 - Johann von Neckelmann, 1803–1807 - Christoph Marquard von Lützow, 1807–1809 - Johan Theodor Wegener, 1809–1819 - Frederik Julius Christian Castonier, 1819–1838 | - kronprins Frederik Carl Christian, 1838–1842 - Christian Adolph Schiern, 1842–1845 - Christian Heinrich Friederich Wilhelm Dreyer, 1845–1847 - Georg Christian Coldevin, 1847 - Otto Ludvig von Munthe af Morgenstierne, 1847–1848 - Frederik Carl von Coch, 1848 - Johan Heinrich Georg Irminger, 1848–1849 - Johannes Wilhelm Antonius Harbou, 1849 - Werner Hans Frederik Abrahamson Læssøe, 1849–1850 - Carl Knud Møller, 1850 - Jacob Edvard Nissen, 1850–1851 - Jobst Konrad Hirsch Lemmich, 1851–1863 - Hans Junghans, 1863–1864 - Frederik Lauritz Adolph Hein, 1864 - Harald Waldemar Stockfleth, 1864 | - Markus Arntz, 1864–1871 - Ferdinand Frederik Henrik Baller, 1871–1874 - Otto Westengaard, 1874–1882 - Carl Wilhelm Sophus Holsøe, 1882–1891 - Søren Anton Sørensen, 1892–1893 - Andreas Carl Pilegaard Jessen, 1894–1901 - Ernst Gotthold Emil Bodenhoff, 1901–1903 - Harald Axel Hilarius-Kalkau, 1903–1910 - Regnar Laurits Borch, 1910–1915 - Vilhelm Heinrich Bentzien, 1915–1922 - Ove Christian Obel, 1922–1923 - Johannes Rohleder, 1923–1924 - Axel Vilhelm Helk, 1926–? |

Källa: Wadschier